# Villaprovedo
Villaprovedo – gmina w Hiszpanii, w prowincji Palencia, w Kastylii i León, o powierzchni 26,42 km². W 2011 roku gmina liczyła 69 mieszkańców.